# Karmi (Cypr)
Karmi (gr. Καρμι, tur. Karaman) − wieś na Cyprze, w dystrykcie Kirenia. Obecnie znajduje się w granicach Cypru Północnego.